# Theater im Depot
Das Theater im Depot ist ein Theater in Dortmund. Es wurde im Januar 2001 gegründet und befindet sich im Depot Immermannstraße, einem ehemaligen Straßenbahndepot. Das Theater wird vom Verein zur Förderung Freier Theaterarbeit Dortmund getragen. Als Off-Theater stehen Eigen- und Koproduktionen sowie die Förderung von Nachwuchskünstlern im Vordergrund. Am 1. September 2021 hat Jens Heitjohann die künstlerische Leitung des Theaters übernommen.

## Geschichte
1996 errichtete man für das Theater im Depot in der Immermannstraße eine provisorische Spielstätte, sodass der regelmäßige Spielbetrieb im Mai 1996 mit dem Festival „Springflut“ beginnen konnte. Erst 2001 wurde es als feste Spielstätte offiziell eröffnet und bietet fortan 250 Zuschauern Platz.
Heute arbeiten zehn Mitarbeiter für das Theater, die für etwa zehn Eigenproduktionen und ca. 120 Veranstaltungen jährlich verantwortlich sind. Neben den Produktionen finden regelmäßig Festivals der freien Theaterszene Nordrhein-Westfalens statt. Zudem unterhält man eine Theater- und Tanzwerkstatt für Jugendliche, die 2012 mit dem 2. Preis des Jugend.Kultur.Preis.NRW ausgezeichnet wurde.

## Standort
Neben dem Theater befinden sich in dem denkmalgeschützten Kunst- und Kulturzentrum der Stadt Dortmund das Kino „sweet sixteen“, Ateliers mehrerer Künstler sowie eine Galerie. Als ehemalige Industrieanlage ist das Theater im Depot auch Spielort der ExtraSchicht.